# Narel Y. Paniagua-Zambrana
Narel Paniagua-Zambrana, née le 13 mai 1973 à La Paz, est une scientifique et ethnobotaniste bolivienne. Ses recherches portent sur des questions liées à la protection des connaissances traditionnelles en matière d'utilisation des plantes dans les communautés indigènes et locales de Bolivie et des Andes. Son principal objectif est de fournir à ces populations locales les outils nécessaires pour leur permettre de participer à la prise de décision sur la conservation de leur patrimoine culturel immatériel. Ses recherches scientifiques ont été récompensées par le prix Women in Science for the Developing World 2019 de la Fondation Elsevier.

## Biographie
Paniagua nait à La Paz le 13 mai 1973. Son amour pour la nature surgit pendant son enfance en jouant dans les montagnes alors que son père travaille en tant que géologue dans les mines d'état boliviennes. Pour assouvir cette passion elle étudie la biologie pour ensuite se spécialiser en ethnobotanique, une science qui étudie l'usage et l'exploitation de l'environnement végétal par l'être humain. En 1998, elle obtient une licence en biologie à l'Universidad Mayor de San Andrés de La Paz, étudiant sous la direction de l'écologue Robin B. Foster, puis un master en sciences à l'Université d'Aarhus au Danemark en 2005. Postérieurement, elle conduit des recherches sur la flore et la végétation de Bolivie, particulièrement en relation avec les villages indigènes et des communautés locales, jusqu'à étendre sa recherche vers autres pays voisins. Ses recherches se sont principalement dirigées dans l'étude des palmiers natifs des Andes et de la région amazonienne.
En 2016, sous la direction de Manuel J. Macía elle obtient un doctorat en sciences biologiques à l'Université autonome de Madrid en Espagne avec sa thèse « Diversity, usage patterns and socioeconomic value of palms species used in tropicale forest ».
Elle travaille comme chercheuse dans le Département d'ethnobotanique, Institut de Botanique, à l'Université d'État Ilia à Tbilissi en Géorgie et comme chercheuse associée au jardin botanique de La Paz (es), Institut d'Écologie de l'Universidad Mayor de San Andrés.
En avril 2020, Paniagua exprime sa crainte de pénétrer dans les territoires indigènes où elle mène habituellement ses recherches de peur d'apporter le COVID-19 aux communautés locales et suspend temporairement son travail sur le terrain.

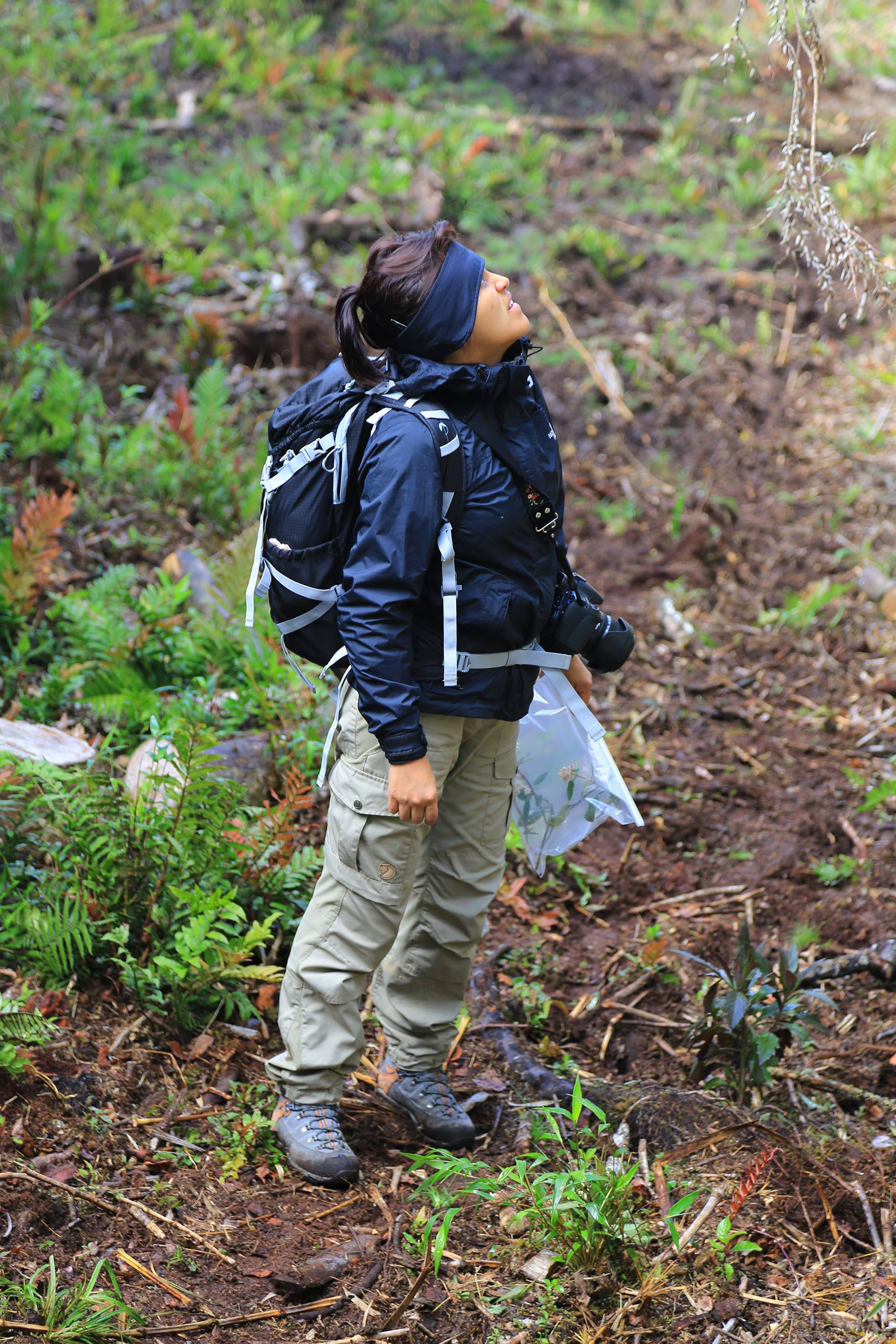
Narel Et. Paniagua Zambrana lors de l'une de ses expéditions.

## Travaux et contributions scientifiques
Selon un rapport régional de Elsevier et de GoogleScholar, Narel Y. Paniagua-Zambrana fait partie des chercheurs publiant le plus en Bolivie. Au cours de sa carrière, ses recherches ont donné lieu à plus de deux cents articles scientifiques publiés dans différentes revues indexées telles que Nature Plants, Plos One et Journal of Ethnopharmacology.
Elle a publié plus de trente livres et a rédigé plus d'une centaines de chapitres dans divers livres scientifiques.
Outre l'impact que ses publications ont eu dans le milieu scientifique international, celles-ci ont aussi eu des répercussions positives sur les villages indigènes et des communautés locales de Bolivie, du Pérou, de l'Équateur, de Colombie et de Madagascar, pays dans lesquels elle a travaillé.
Sur le plan académique, elle collabore à la formation d'étudiants universitaires boliviens et étrangers intéressés par les études ethnobotaniques. Elle enseigne à l'Ilia State Université en Géorgie et est professeur invité de l'université de San Marcos à Lima, au Pérou. Elle est également membre de la Sociedad para la Botánica Económica (SEB), de l'Association botanique latino-américaine (ALB), du Groupe d'ethnobotanique latino-américain - Groupe Bolivie (GELA), de l'Organisation bolivienne pour les femmes en sciences et de l'Organization for Women in Science for the Developing World (OWSD).
Elle encourage le développement de la recherche participative, qui implique la participation active des membres des communautés autochtones et locales à l'approche, à la conception et au développement de la recherche en faisant appel à leurs connaissances traditionnelles.

## Reconnaissances

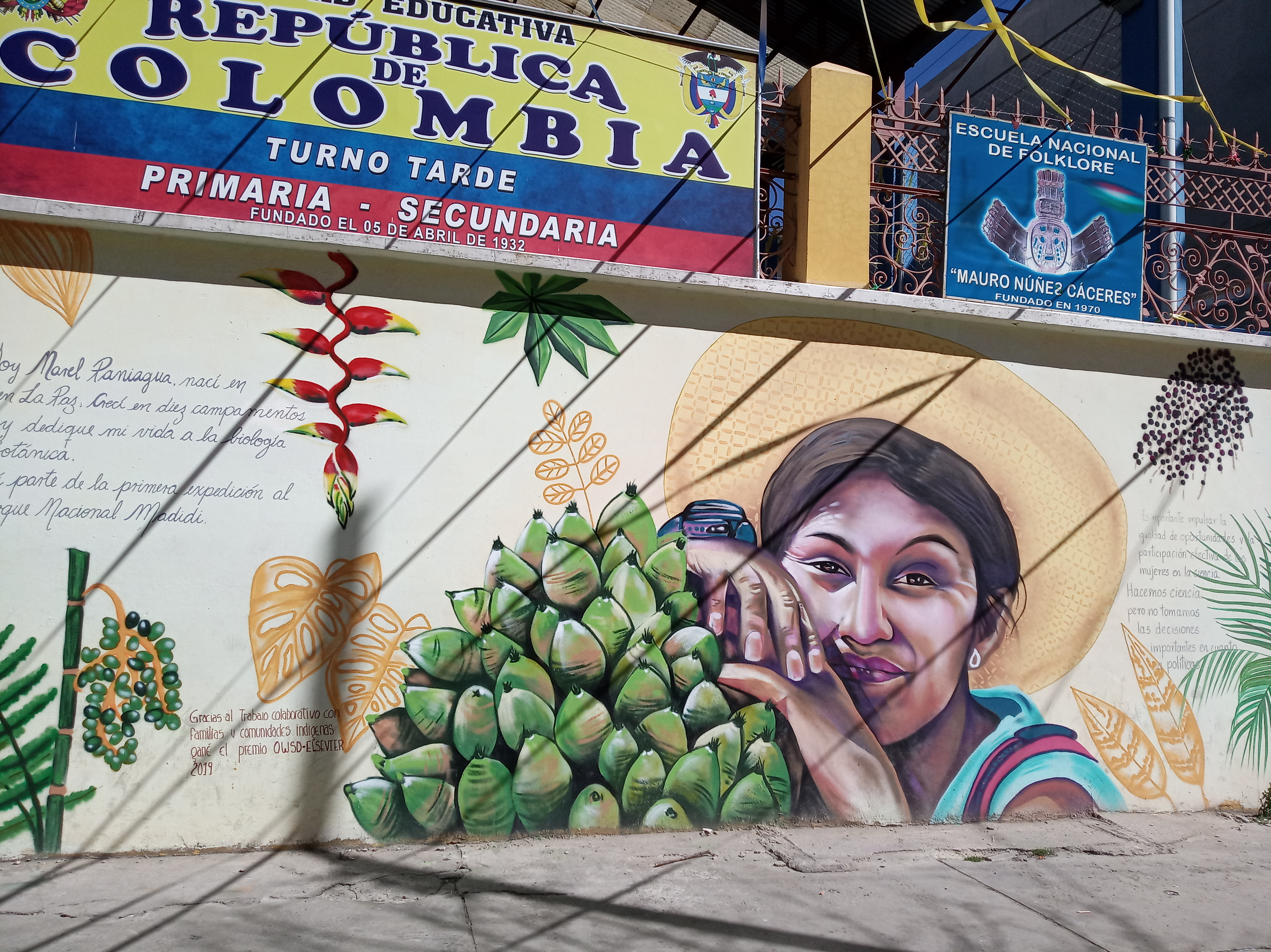
Peinture murale consacrée au travail scientifique de Paniagua à La Paz.

En 2001 elle reçoit la prix de la Cámara Junior de Bolivie pour son leadership environnemental.
Elle a ensuite reçu le prix 2019 de l'Organisation for Women in Science for the Developing World de la Fondation Elsevier pour ses travaux de recherche sur les connaissances traditionnelles relatives à l'utilisation des plantes par les communautés autochtones et locales. Ce prix récompense chaque année cinq femmes scientifiques exceptionnelles dans le domaine de la biologie issues de pays en développement. En même temps, il reconnaît l'engagement des femmes scientifiques à guider et à encadrer les jeunes scientifiques et à améliorer la vie et les moyens de subsistance dans leurs communautés et leurs régions. Narel Y. Paniagua-Zambrana est la première femme scientifique bolivienne à recevoir ce prix.
En 2019, dans le cadre de la Journée internationale de la femme, le Programme alimentaire mondial a fait réaliser par Norka Paz une peinture murale en hommage à son travail. L'œuvre est située dans le quartier de Sopocachi à La Paz.

## Livres et publications
- Publications de Paniagua-Zambrana sur Google Scholar
- Publications de Paniagua-Zambrana sur Research Gate
- (en) J.A. Myers, J.M. Chase, I. Jiménez, P.M. Jørgensen, A. Araujo‐Murakami, N. Paniagua‐Zambrana et R. Seidel, « Beta‐diversity in temperate and tropical forests reflects dissimilar mechanisms of community assembly », Ecology Letters, no 16(2),‎ 2012, p. 151-157 (lire en ligne)
- (en) R.W. Bussmann, N. Paniagua-Zambrana, S. Sikharulidze, Z. Kikvidze, D. Kikodze, D. Tchelidze, M. Khutsishvili, K. Batsatsashvili et R.E. Hart, A. Pieroni, « Your Poison in My Pie—the Use of Potato (Solanum tuberosum L.) Leaves in Sakartvelo, Republic of Georgia, Caucasus, and Gollobordo, Eastern Albania », Economic Botany, no 7,‎ 2016, p. 431–437 (lire en ligne)
- (en) RW Bussmann, NY Paniagua Zambrana, S Sikharulidze, Z Kikvidze, D Tchelidze, K Batsatsashvili et RE Hart, « Medicinal and Food Plants of Svaneti and Lechkhumi, Sakartvelo (Republic of Georgia), Caucasus », Medicinal and Aromatic Plants, no 5(5),‎ 2016, p. 1-18
- (en) R.W. Bussmann, N.Y. Paniagua Zambrana, S. Sikharulidze, Z. Kikvidze, D. Kikodze, T. Jinjikhadze, T. Shanshiashvili, D. Chelidze, K. Batsatsashvili et N. Bakanidze, « Wine, beer, snuff, medicine, and loss of diversity-ethnobotanical travels in the Georgian Caucasus. Botany Department, University of Hawaii at Manoa », Ethnobotany Research and Applications,‎ 2014, p. 237-313 (lire en ligne)